# Ємцева Долина
Ємцева Доли́на —  село в Україні, у Новосанжарській селищній громаді Полтавського району Полтавської області. Населення становить 12 осіб. До 2020 орган місцевого самоврядування — Малокобелячківська сільська рада.

## Географія
Село Ємцева Долина знаходиться на відстані 2 км від сіл Горобці, Коби та Лахни.

## Історія
12 червня 2020 року, відповідно до розпорядження Кабінету Міністрів України № 721-р «Про визначення адміністративних центрів та затвердження територій територіальних громад Полтавської області», село увійшло до складу Новосанжарської селищної громади.
19 липня 2020 року, в результаті адміністративно - територіальної реформи та ліквідації Новосанжарського району, село увійшло до складу новоутвореного Полтавського району Полтавської області.

## Економіка
- Навколо села багато нафтових свердловин.